# 莫里斯·郁特里罗
莫里斯·郁特里罗（法語：[mɔʁis ytʁijo] ，出生名莫里斯·瓦拉东 (Maurice Valadon)，1883年12月26日 - 1955年11月5日），法国画家，画作以城市景观为主。郁特里洛出生于法国巴黎蒙馬特，是为数不多的几位出生于该地的著名画家之一。他的母亲苏珊·瓦拉东亦是一位画家。